# Franz Stangl
Franz Paul Stangl (26. marts 1908, Østrig, død 28. juni 1971, Vesttyskland) var en østrigsk politiofficer, nazist og krigsforbryder.
Stangl blev medlem af det tyske nazistparti i 1931, på trods af at østrigske officerer på det tidspunkt ikke måtte være med i nazist-partiet. Da Østrig blev overtaget af Tyskland i marts 1938 gik Stangl ind i SS, som SS kommandant var han i 1940 med i Aktion T4, senere kommandant i kz-lejrene Sobibor i 1942 og Treblinka fra 1942 til 1943, der efter var han blandt andet med i kampagner mod jugoslaviske partisaner. Han havde efter krigen held til at flygte til Brasilien, hvor han blev anholdt i 1967, sendt til Vest-Tyskland og i slutningen af 1970 idømt livstid for medvirken til massemord på 900.000 fanger. Han døde af hjertesvigt seks måneder senere.